# Distretto di Robbah
Il distretto di Robbah è un distretto della provincia di El Oued, in Algeria.

## Comuni
Il distretto di Robbah comprende 3 comuni:
- Nakhla
- Robbah
- El Ogla